# Homoglyph

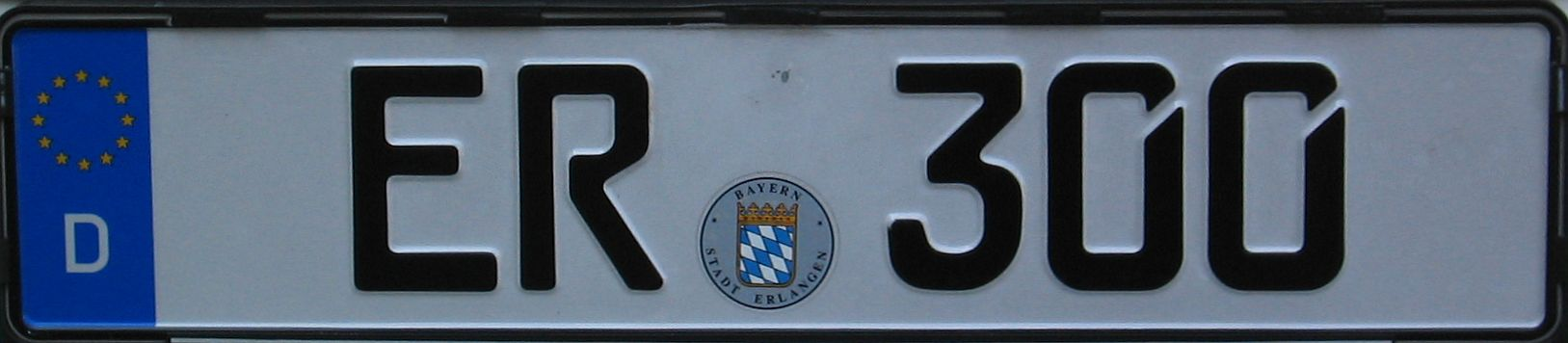
Karlgeorg Hoefer verlieh der Null mit der FE-Schrift auf deutschen Kfz-Kennzeichen zur Vermeidung von Verwechslungen rechts oben eine Öffnung.

Buchstaben m und r+n in Schriftart Arial, Calibri, Times New Roman, Cambria, Walbaum-Fraktur und Comic Sans

Homoglyphen sind ähnlich oder gleich aussehende Schriftzeichen. Ihre Identifikation ist besonders erschwert, wenn diese aus dem Zusammenhang nicht erschlossen werden kann, etwa in bestimmten Kennzahlen.
So werden der Buchstabe O und die Ziffer 0, ebenso die Buchstaben I (großes i) und l (kleines L) oft miteinander verwechselt. Homoglyphen können auch bei Verwendung verschiedener Schriftsysteme entstehen. Ein lateinisches H, kyrillisches Н, griechisches Η und ein Cherokee-Silbenzeichen Ꮋ sind in gängigen Schriftarten gleich oder nur schwer unterscheidbar gestaltet.
Mehrbuchstabige Homoglyphen können entstehen, wenn verschiedene einzelne Buchstaben visuell als ein einziger Buchstabe wahrgenommen werden: rn als m, cl als d, oder vv als w, zuweilen auch fi als A.
Homoglyphen werden beim homographischen Angriff verwendet und sind auch ein besonderes Problem für Texterkennungsprogramme.